# Vauchassis
 Vauchassis  es una población y comuna francesa, en la región de Champaña-Ardenas, departamento de Aube, en el distrito de Troyes y cantón de Estissac.

## Demografía
| 376 | 353 | 400 | 417 | 488 | 491 |
| Para los censos de 1962 a 1999 la población legal corresponde a la población sin duplicidades (Fuente: INSEE [Consultar]) |     |     |     |     |     |